# Мишівка донська
Мишівка донська (Sicista strandi Formosov, 1931) — вид гризунів з роду мишівка (Sicista) родини мишівкові надродини тушканові ряд мишоподібні.

## Назва
Видовий ранг цієї форми з'ясовано тільки 1989 року, тому видова назва є не усталеною. Вид відомий також під назвою «мишівка Штранда».
Історія виявлення виду в Україні тісна пов'язана з ім'ям відомого дослідника фауни Луганщини Олександра Кондратенка, завдяки участі якого цей вид був вперше відловлений і переданий для цитогенетичного аналізу. Власне, цей дослідник і запропонував назвати новий для фауни України вид "мишівкою донською", що добре відбиває відомі особливості його географічного поширення.

## Систематика
Мишівка донська — один з 13-ти видів роду мишівка (Sicista), один з 4-х видів цього роду у фауні України. Вид входить до групи «лісових» мишівок, Sicista ex gr. «betulina», і є видом-двійником мишівки лісової (Sicista betulina).
В каріотипі мишівки донської — 44 хромосоми, що різко відрізняє її від мишівки лісової (2n=32). Надійні морфологічні відмінності між видами не виявлені.

## Поширення

Мапа поширення Sicista strandi та суміжного виду - Sicista betulina: точки — місця знахідок з відомим числом хромосом (за)

Вид поширений в межах степової зони, на схід від Дніпра і на захід від Волги, на південь — до Підкавказзя. Типовим місцем оселення виду є вершини ярів, узлісся байраків, чагарниковий степ.

## Біологія, екологія
Вид є зимосплячим, і його активність відмічається тільки у період між квітнем і вереснем. Фактичні знахідки в Україні випадають тільки на літні місяці. Така сезонна активність пов'язана з доступністю головної поживи мижівок — різноманітних комах.
Мишівки активні у сутінковий час. Мешкають у заростях. Для лазіння у заростях активно використовують свій довгий (до 150% від довжини тіла) чіпкий хвіст.
Розмножуються лише раз на рік, докладних даних про розмноження немає. Найімовірніше у приплоді 4-5 малят.

## Чисельність. Охорона
Як і вся група мишівок в цілому, цей вид є дуже рідкісним. З огляду на малий його ареал цей вид — один з найуразливіших серед ссавців Європи. Його частка у населенні дрібних ссавців при різних методиках обліку звичайно становить до 1%. З 2006 року вид рекомендований для включення до Червоної книги України, і 2009 року його було включено до нового видання ЧКУ.